# Menispora lucida
Menispora lucida är en svampart som beskrevs av Corda 1837. Menispora lucida ingår i släktet Menispora och familjen Chaetosphaeriaceae.   Inga underarter finns listade i Catalogue of Life.